# Lemmaru
Lemmaru – wieś w Estonii, w prowincji Harju, w gminie Vasalemma.